# Liste der Schütte-Lanz-Luftschiffe
Die Liste der Schütte-Lanz-Luftschiffe nennt Luftschifftypen sowie gebaute und geplante Luftschiffe des Unternehmens Luftschiffbau Schütte-Lanz.

## Luftschifftypen

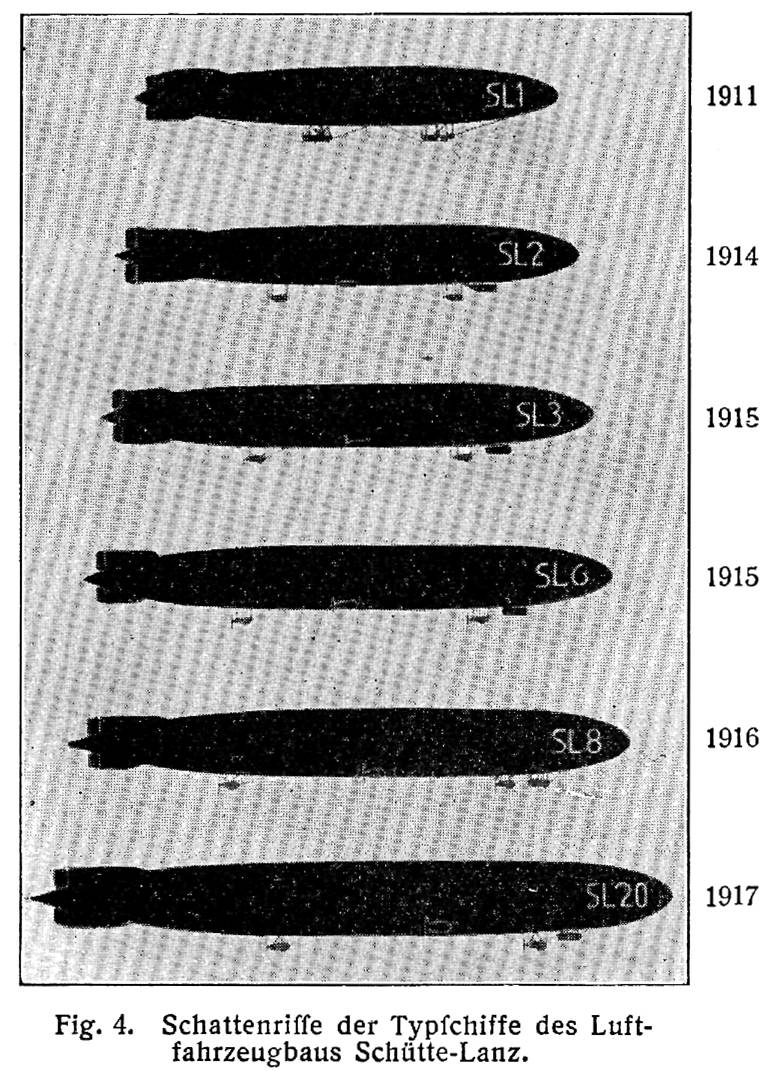
Schattenrisse der Typen

Die Schütte-Lanz-Luftschiffe wurden in die Typen a bis f eingeteilt.
Zu Typ a gehörte nur S.L.I, der Prototyp. An ihm wurden viele Entwicklungen realisiert und getestet. Die Konstruktion bestand im Gegensatz zu den Zeppelinen aus einem rautenförmigen Gerippe aus Sperrholz. Die Längsträger liefen dabei schraubenförmig um den Rumpf herum. Durch diese Ausführung sollte ein besonders fester und gleichzeitig stoß- und schwingungsabsorbierender Rumpf geschaffen werden. Die Praxis bestätigt die Vorhersagen jedoch nicht.
Ab S.L.II wurde ein klassisches Ring- und Längsträger-Gerippe gebaut. Die Gerippe-Träger von S.L.I wie auch späterer Schiffe wurden mit Hilfe von auf den Trägern aufgenieteten Laschen und Stahldrähten verspannt.
Alle Schütte-Lanz-Luftschiffe besaßen ein Gerippe aus Sperrholz. Eine Eigenschaft des Holzes, die Feuchtigkeitsaufnahme und damit Festigkeitsabnahme je nach Witterung, wurde durch mehrfaches Lackieren der Struktur verringert, was eine nicht unerhebliche Gewichtszunahme mit sich brachte, konnte jedoch nie ganz verhindert werden.
Die Gaszellen waren bei S.L.I als Kugelballone ausgebildet. Auch der Raum zwischen den Ballonen wurde mit sogenannten Ringballonen genutzt. Diese bewährten sich jedoch nicht und wurden bei den späteren Schiffen weggelassen. Der Ballonstoff stammte von der Augsburger Firma Riedinger. Er war relativ gasdicht und bestand aus zwei Lagen Baumwollstoff, deren Kettfäden schräg zueinander verliefen und gummiert waren. Die Vorgabe an den Lieferanten lag bei einem Flächengewicht von maximal 330 g/m² und einer Gesamtmasse aller Tragkörper von 5850 kg. Die Nähte der Gaszellen waren doppelt ausgeführt und von beiden Seiten abgeklebt. Jede Gaszelle besaß ein Füll- und Ablassventil sowie ein Sichtfenster. Weiterhin war ein Überdruckventil vorhanden.

## Gebaute Luftschiffe
Lediglich die Luftschiffe SL I und SL II führten eine römische Ziffer im Namen, alle anderen sprich nachfolgenden Bautypen hießen SL plus arabische Ziffer. Haupttyp war der Typ „E“ (SL 8–SL 19) mit 170 m Länge. Dieser entsprach in etwa den Zeppelin-Militärluftschiffen Typ „Q“. Die letzten SL-Luftschiffe entsprachen dann eher den Zeppelinen der Klasse „R“ mit 200 m Länge.
| Nr.    | Betreiber | Erste Fahrt                 | Einsätze | Verbleib, Bemerkungen | Abbildung |
| ------ | --------- | --------------------------- | --- | --- | --------- |
| S.L.I  | Heer      | 17. Oktober 1911            | keine (Prototyp) | im Juli 1913 am Ankermast in Schneidemühl in einem Sturm zerstört |           |
| S.L.II | Heer      | 28. Februar 1914            | führte im August 1914 zwei Aufklärungen für Österreich im Rahmen der Operationen in Galizien in den Raum Chelm, Lublin, Kraśnik durch; später vier Angriffsfahrten mit 3554 kg Bomben (2×Nancy, Compiègne, London) | im Mai/Juni 1915 um 12 m verlängert; am 10. Januar 1916 bei Luckenwalde, etwa einen Kilometer nördlich Jänickendorf (in den Renne-Bergen), gestrandet |           |
| S.L.3  | Marine    | 5. Februar 1915             | 30 Aufklärungen über Nord- und Ostsee; ein erfolgloser Angriff gegen England mit 150 kg Bomben; ein Gefecht mit brit. Unterseeboot | am 1. Mai 1916 auf dem Mauersee bei Steinort (Masuren/Ermland) notgelandet, abgewrackt. |           |
| SL 4   | Marine    | 25. April 1915 in Sandhofen | 21 Aufklärungen über Nord- und Ostsee; zwei Angriffe gegen die Insel Ösel mit 600 kg Bomben | am 14. Dezember 1915 in der Halle Seddin durch Sturm zerstört |           |
| SL 5   | Heer      | 21. Mai 1915                | keine | am 15. Juli 1915 nach Notlandung in Gießen durch Gewitter zerstört |           |
| SL 6   | Marine    | 9. Oktober 1915             | 6 Aufklärungen | am 10. November 1915 kurz nach dem Start in der Nähe von Seddin verbrannt |           |
| SL 7   | Heer      | 3. September 1915           | drei Aufklärungen über der Ostsee; drei Angriffsfahrten mit 2958 kg Bomben (La Neufville, Dünamünde, Wenden) | am 6. März 1917 als veraltet außer Dienst gestellt; abgewrackt in Jüterbog |           |
| SL 8   | Marine    | 30. März 1916               | 34 Aufklärungen über Nord- und Ostsee; drei Angriffsfahrten mit 4600 kg Bomben (Werder, Moon, Pernau) | am 20. November 1917 als veraltet außer Dienst gestellt; demontiert in Seddin |           |
| SL 9   | Marine    | 1. November 1916            | 13 Aufklärungen; drei Angriffsfahrten mit 4230 kg Bomben (Mariehamn, Sworbe, Arensburg); erfolglose Teilnahme an einem Geschwaderangriff gegen England am 24. August 1916 | am 30. März 1917 in der Bucht von Danzig verschollen |           |
| SL 10  | Heer      | 17. Mai 1916                | Aufklärungsfahrten nach Tuak/Krim und Zonguldak | bei versuchter Angriffsfahrt auf Sewastopol am 28. Juli 1916 über dem südwestlichen Schwarzen Meer verschollen |           |
| SL 11  | Heer      | 1. August 1916              | drei versuchte Angriffsfahrten gegen England; zwei davon mussten abgebrochen werden | Am 3. September 1916 während des dritten Angriffs unter Hauptmann Wilhelm Schramm über London von einem Flugzeug (William Leefe Robinson) in Brand geschossen und abgestürzt |           |
| SL 12  | Marine    | 9. November 1916            | 9 Aufklärungen über Nord- und Ostsee | am 28. Dezember 1916 durch ein verfangenes Halteseil abgestürzt |           |
| SL 13  | Heer      | 19. Oktober 1916            | keine | am 8. Februar 1917 durch Halleneinsturz in Leipzig zerstört |           |
| SL 14  | Marine    | 23. August 1916             | zwei Aufklärungen über der Ostsee; zwei Angriffsfahrten mit 2960 kg Bomben gegen Papensholm. | am 18. Mai 1917 nach Unfall auf dem Luftschiffhafen Wainoden abgewrackt |           |
| SL 15  | Heer      | 4. November 1916            | 4. November 1916 Probefahrt, 9. November 1916 Fahrt nach Sandhofen. 9./11./24./27. und 28. November 1916 Abnahme des neuen Schiffes durch Hptm. la Quiante u. Herrn Helferich von Schuette Lanz. 28./29. Januar 1917 Fahrt nach England. Bei Rückkehr nach Mannheim-Sandhofen infolge eingefrorenen Wasserballastes Zerstörung der vorderen Gondel. Erkundungsfahrten über den Atlantik wegen der amerikanischen Flotte im Mai 1917. Drei Tage später Wiederholung der Erkundungsfahrt; der Flottenverband war bei Le Havre. | Ende August 1917 unter Aufsicht von Obermaschinist Schöner in Mannheim-Sandhofen abgewrackt. |           |
| SL 16  | Heer      | 18. Januar 1917             | keine | im August 1917 ausgemustert weil veraltet; abgewrackt unter Aufsicht von Obermaschinist Schöner in Spich. Führte auch die Bezeichnung E 9 (siehe auch Betrachtungen u. Tabellen von Dr. Dieckerhoff)                                                                               |           |
| SL 17  | Heer      | 22. März 1917               | keine | im August 1917 ausgemustert weil veraltet; abgewrackt in Allenstein |           |
| SL 18  | Heer      | nicht fertiggestellt        | keine | wurde während des Baus durch einen Einsturz der Halle in Leipzig zerstört |           |
| SL 19  | Heer      | nicht fertiggestellt        | keine | Auftrag nach Aufgabe der Heeresluftschiffahrt storniert |           |
| SL 20  | Marine    | 10. September 1917          | zwei Aufklärungen über der östlichen Ostsee im Zuge des Unternehmens Albion, ein Angriffsversuch bei der Ösel-Invasion am 8. Oktober 1917 (3 von 5 Motoren ausgefallen) | (neuer Typ F, Baunummer F-1), am 5. Januar 1918 (neun Wochen nach Abnahme) bei Brand und Explosion in Doppelhalle in Ahlhorn mit weiteren Luftschiffen zerstört. Brandursache ungeklärt; es wird von einem Unfall ausgegangen, Sabotage konnte jedoch nicht ausgeschlossen werden. |           |
| SL 21  | Heer      | 26. November 1917           | keine; weitere Probefahrt am 28. November 1917. | Trägerbrüche zwangen zur Überholung, nicht wieder in Dienst gestellt, erwogene Entsendung in den Jemen nicht umgesetzt, 1918 demontiert |           |
| SL 22  | Marine    | 5. Juni 1918                | nicht übernommen | im Sommer 1920 in Jüterbog abgebrochen |           |
| SL 23  | unklar    | nicht fertiggestellt        | keine | (neuer Typ G, Baunummer G-1) erstes SL-Schiff, das nicht mehr aus Sperrholz, sondern aus Duraluminium gefertigt wurde. |           |
| SL 24  | unklar    | nicht fertiggestellt        | keine | (neuer Typ H, Baunummer H-1) |           |

## Technische Daten Typ E (SL 8 bis SL 19)
- Länge: 174 m
- Durchmesser: 20,1 m
- Gasvolumen: 38.780 m³
- Geschwindigkeit: 91,8 km/h
- Tragkraft: 21 t
- Antrieb: 4× Maybach HS-Lu zu je 240 PS (ca. 180 kW)

## Geplante Luftschiffe
Die geplanten Luftschiffe waren abhängig von der späteren Route ausgelegt worden.
| Nr.    | Name       | Technische Daten                                                                     | Bemerkungen |
| ------ | ---------- | ------------------------------------------------------------------------------------ | --- |
| SL 101 | Atlantic   | 95.000 m³, L = 230 m, D = 29,5 m, vmax = 130 km/h, 10 Motoren mit zusammen 2200 kW   | Nutzlast: 98 Passagiere, 20 t Fracht |
| SL 102 | Panamerika | 205.000 m³, L = 298 m, D = 38,5 m, vmax = 130 km/h, 18 Motoren mit zusammen 3970 kW  | |
| SL 103 | Pacific    | 150.000 m³, L = 274,5 m, D = 35 m, vmax = 128 km/h, 13 Motoren mit zusammen 2870 kW, | Nutzlast: 100 Passagiere, 38 t Fracht |
|        | Kentucky   | 114.000 m³, L = 244 m, D = 31,5 m, vmax = 128 km/h, 10 Motoren mit zusammen 2200 kW  | |
|        | Fram       | wie SL 103                                                                           | geplantes Forschungsschiff, das sich durch eine verstärkte Konstruktion auszeichnete, um auch widrigeren Wetterbedingungen standzuhalten |

Der Bau von LZ 126/ZR-3 „USS Los Angeles“ als Reparationsluftschiff beendete Prof. Schüttes Traum von Verkehrsluftschiffen.